# Горбунов, Алексей Александрович
Алексе́й Алекса́ндрович Горбуно́в (род. 21 мая 1965, Козловка) — российский аниматор и режиссёр-мультипликатор, один из режиссёров франшизы «Смешарики», популярных мультсериалов «Три кота», «Приключения Лунтика и его друзей». Ведущий режиссёр научно-познавательного проекта по Смешарикам «Пин-Код».

## Биография
Родился 21 мая 1965 в Козловке.
После окончания института работал в Чувашском государственном театре оперы и балета художником-постановщиком.
В 1987, после демобилизации, поступил в Санкт-Петербургскую государственную академию искусств и дизайна им. Штиглица, а после окончания института работал в дизайн-студии «Ажур», где занимался разработкой проектов в сфере ландшафтного дизайна.
В 1994 году поступил на курсы художников-аниматоров при компании «Animation Magic», после их окончания работал художником-аниматором.
С 2003 сотрудничает со студией «Петербург», сперва как художник-аниматор, а затем, как режиссёр эпизодов.
Алексей Горбунов также активно сотрудничает и с другими студиями, участвуя в таких проектах, как «Лунтик и его друзья», «Три кота», «Летающие звери», «Приключения Пети и Волка», и тд.

## Фильмография

### Режиссёр серий
- 2003—2012 — Смешарики

| Список серий классического сериала «Смешарики», поставленные Алексеем Горбуновым: | Список серий классического сериала «Смешарики», поставленные Алексеем Горбуновым: | Список серий классического сериала «Смешарики», поставленные Алексеем Горбуновым: | Список серий классического сериала «Смешарики», поставленные Алексеем Горбуновым: | Список серий классического сериала «Смешарики», поставленные Алексеем Горбуновым: |
| № серии                                                                           | Название                                                                          | Сценарист серии                                                                   | Примечания                                                                        | Год производства                                                                  |
| --------------------------------------------------------------------------------- | --------------------------------------------------------------------------------- | --------------------------------------------------------------------------------- | --------------------------------------------------------------------------------- | --------------------------------------------------------------------------------- |
| 39                                                                                | Талисман                                                                          | Алексей Лебедев                                                                   | совместно с Андреем Колпиным                                                      | 2005                                                                              |
| 41                                                                                | Маленькое большое море                                                            | Алексей Лебедев                                                                   | —                                                                                 | 2005                                                                              |
| 46                                                                                | Археология                                                                        | Алексей Лебедев                                                                   | —                                                                                 | 2005                                                                              |
| 56                                                                                | −41°C                                                                             | Светлана Мардаголимова                                                            | —                                                                                 | 2006                                                                              |
| 64                                                                                | Кордебалет                                                                        | Алексей Лебедев                                                                   | совместно с Сергеем Гордеевым                                                     | 2006                                                                              |
| 72                                                                                | Ёжик и здоровье                                                                   | Алексей Лебедев                                                                   | —                                                                                 | 2006                                                                              |
| 79-80                                                                             | Космическая одиссея                                                               | Алексей Лебедев                                                                   | —                                                                                 | 2006                                                                              |
| 81                                                                                | Скверная примета                                                                  | Мария Кулиджанова                                                                 | —                                                                                 | 2006                                                                              |
| 83                                                                                | Роман в письмах                                                                   | Алексей Лебедев                                                                   | —                                                                                 | 2006                                                                              |
| 94                                                                                | Полоса невезения                                                                  | Алексей Лебедев                                                                   | —                                                                                 | 2007                                                                              |
| 97                                                                                | Комната грусти                                                                    | Алексей Лебедев                                                                   | —                                                                                 | 2007                                                                              |
| 107                                                                               | Самооборона без противника                                                        | Алексей Лебедев                                                                   | —                                                                                 | 2007                                                                              |
| 112                                                                               | 1 апреля                                                                          | Алексей Лебедев                                                                   | —                                                                                 | 2008                                                                              |
| 114                                                                               | Без никого                                                                        | Светлана Мардаголимова                                                            | —                                                                                 | 2008                                                                              |
| 121                                                                               | Добро, зло и девочки                                                              | Алексей Лебедев                                                                   | —                                                                                 | 2008                                                                              |
| 137                                                                               | Партия будет доиграна                                                             | Алексей Лебедев                                                                   | —                                                                                 | 2009                                                                              |
| 143-144                                                                           | Спасение улетающих                                                                | Дмитрий Яковенко, Алексей Горбунов                                                | —                                                                                 | 2009                                                                              |
| 147                                                                               | Сладкая жизнь                                                                     | Алексей Лебедев                                                                   | —                                                                                 | 2009                                                                              |
| 150-151                                                                           | Тайна древних сокровищ                                                            | Дмитрий Яковенко                                                                  | —                                                                                 | 2009                                                                              |
| 155-156                                                                           | Новогодняя сказка                                                                 | Алексей Лебедев                                                                   | —                                                                                 | 2009                                                                              |
| 171                                                                               | Эрудит                                                                            | Алексей Лебедев                                                                   | —                                                                                 | 2010                                                                              |
| 174                                                                               | Теория относительности                                                            | Алексей Лебедев                                                                   | —                                                                                 | 2010                                                                              |
| 180                                                                               | Фаталисты                                                                         | Алексей Лебедев                                                                   | —                                                                                 | 2010                                                                              |
| 188                                                                               | Няньки                                                                            | Алексей Лебедев                                                                   | —                                                                                 | 2010                                                                              |
| 206-207                                                                           | С Новым Хрумом!                                                                   | Дмитрий Яковенко                                                                  | —                                                                                 | 2011                                                                              |

- 2006—наст. время — Лунтик и его друзья

| Список серий «Лунтика», поставленные Алексеем Горбуновым: | Список серий «Лунтика», поставленные Алексеем Горбуновым: | Список серий «Лунтика», поставленные Алексеем Горбуновым: | Список серий «Лунтика», поставленные Алексеем Горбуновым: |
| № серии                                                   | Название                                                  | Сценарист серии                                           | Год производства                                          |
| --------------------------------------------------------- | --------------------------------------------------------- | --------------------------------------------------------- | --------------------------------------------------------- |
| 456                                                       | Дружба дороже                                             | Александра Шоха                                           | 2015—2016                                                 |
| 460                                                       | Как в сказке                                              | Анна Соснора                                              | 2015—2016                                                 |
| 478                                                       | Иллюзионисты                                              | Анна Соснора                                              | 2015—2016                                                 |
| 481                                                       | Динозавры                                                 | Анна Соснора                                              | 2015—2016                                                 |
| 486                                                       | День знаний                                               | Анна Соснора                                              | 2015—2016                                                 |
| 492                                                       | Младшенький                                               | Анна Соснора                                              | 2018                                                      |
| 500                                                       | Никаких проблем                                           | Анна Соснора                                              | 2018                                                      |
| 507                                                       | Новинки сезона                                            | Ольга Образцова                                           | 2020                                                      |

- 2006—2009 — Смешарики. Азбуки

| Список серий азбук «Смешариков», поставленные Алексеем Горбуновым: | Список серий азбук «Смешариков», поставленные Алексеем Горбуновым: | Список серий азбук «Смешариков», поставленные Алексеем Горбуновым: | Список серий азбук «Смешариков», поставленные Алексеем Горбуновым: |
| Азбука                                                             | Название                                                           | Сценарист серии                                                    | Год производства                                                   |
| ------------------------------------------------------------------ | ------------------------------------------------------------------ | ------------------------------------------------------------------ | ------------------------------------------------------------------ |
| Безопасности                                                       | Светофор                                                           | Дмитрий Яковенко                                                   | 2006                                                               |
| Безопасности                                                       | Пешеходная зебра                                                   | Дмитрий Яковенко                                                   | 2006                                                               |
| Безопасности                                                       | Самая страшная машина                                              | Дмитрий Яковенко                                                   | 2006                                                               |
| Безопасности                                                       | Метро                                                              | Дмитрий Яковенко                                                   | 2006                                                               |
| Безопасности                                                       | Гармония светофора                                                 | Дмитрий Яковенко, Елена Козловская                                 | 2006                                                               |
| Безопасности                                                       | Пляшущие человечки                                                 | Дмитрий Яковенко, Елена Козловская                                 | 2006                                                               |
| Безопасности                                                       | Мигающие человечки                                                 | Дмитрий Яковенко, Елена Козловская                                 | 2006                                                               |
| Безопасности                                                       | Мотоциклетные правила                                              | Дмитрий Яковенко, Елена Козловская                                 | 2007                                                               |
| Безопасности                                                       | Недетский знак                                                     | Дмитрий Яковенко, Елена Козловская                                 | 2007                                                               |
| Здоровья                                                           | Скажи микробам «НЕТ»!                                              | Дмитрий Яковенко                                                   | 2008                                                               |
| Прав ребёнка                                                       | Право на равенство                                                 | Дмитрий Яковенко                                                   | 2009                                                               |
| Чтения                                                             | Читать всегда! Читать везде!                                       | Дмитрий Яковенко                                                   | 2009                                                               |
| Чтения                                                             | Я люблю читать!                                                    | Дмитрий Яковенко                                                   | 2009                                                               |
| Чтения                                                             | Любишь книгу — больше знаешь!                                      | Дмитрий Яковенко                                                   | 2009                                                               |
| Чтения                                                             | Чтение расширяет горизонты!                                        | Дмитрий Яковенко                                                   | 2009                                                               |
| Недвижимости                                                       | Новые Барашки                                                      | Светлана Мардаголимова                                             | 2020                                                               |
| Профессий будущего                                                 | Муки выбора                                                        | Семён Воронин                                                      | 2020                                                               |
| Профессий будущего                                                 | Линия горизонта                                                    | Семён Воронин                                                      | 2020                                                               |
| Профессий будущего                                                 | Копыто архитектора                                                 | Светлана Мардаголимова                                             | 2020                                                               |
| Профессий будущего                                                 | Подарок                                                            | Семён Воронин                                                      | 2020                                                               |
| Безопасности                                                       | Готтерпуфер                                                        | Светлана Мардаголимова                                             | 2020                                                               |
| Безопасности                                                       | Такси на вылет                                                     | Дмитрий Яковенко                                                   | 2020                                                               |
| Дружбы народов                                                     | Сюрприз                                                            | Ольга Вербицкая                                                    | 2022                                                               |

- 2011—2017, 2021 — Смешарики. ПИН-код

| Список серий «Пин-кода», поставленные Алексеем Горбуновым: | Список серий «Пин-кода», поставленные Алексеем Горбуновым: | Список серий «Пин-кода», поставленные Алексеем Горбуновым: | Список серий «Пин-кода», поставленные Алексеем Горбуновым: |
| № серии                                                    | Название                                                   | Сценарист серии                                            | Год производства                                           |
| ---------------------------------------------------------- | ---------------------------------------------------------- | ---------------------------------------------------------- | ---------------------------------------------------------- |
| Короткометражный ролик №1                                  | Сделай мир совершеннее!                                    | Дмитрий Яковенко, Алексей Горбунов                         | 2009                                                       |
| 1                                                          | Силуэт на снегу                                            | Дмитрий Яковенко                                           | 2011                                                       |
| 18                                                         | У медведя на уме                                           | Дмитрий Яковенко                                           | 2011                                                       |
| 19                                                         | Мыльная опера на все времена                               | Дмитрий Яковенко, Алексей Горбунов                         | 2012                                                       |
| 20                                                         | Параллельный мир                                           | Дмитрий Яковенко                                           | 2012                                                       |
| 26                                                         | Диета для Вселенной                                        | Дмитрий Яковенко, Алексей Горбунов                         | 2012                                                       |
| 30-31                                                      | Прививка от Кроша                                          | Дмитрий Яковенко, Алексей Горбунов                         | 2013                                                       |
| 43                                                         | Антигерой                                                  | Дмитрий Яковенко                                           | 2013                                                       |
| 46                                                         | Секрет совершенства                                        | Дмитрий Яковенко                                           | 2013                                                       |
| 54                                                         | Лучший из миров                                            | Дмитрий Яковенко, Алексей Горбунов                         | 2014                                                       |
| 58                                                         | Дружебин                                                   | Иордан Кефалиди                                            | 2014                                                       |
| 61-62                                                      | День Биби                                                  | Дмитрий Яковенко                                           | 2015                                                       |
| 71                                                         | Попался, шароноид!                                         | Иордан Кефалиди                                            | 2015                                                       |
| 77                                                         | Бессонница                                                 | Дмитрий Яковенко                                           | 2015                                                       |
| 80                                                         | Вселенная под присмотром                                   | Дмитрий Яковенко                                           | 2015                                                       |
| 82                                                         | Да будет свет!                                             | Дмитрий Яковенко                                           | 2015                                                       |
| 86                                                         | Петя Юрского периода                                       | Дмитрий Яковенко                                           | 2016                                                       |
| 87                                                         | А теперь улыбнитесь                                        | Дмитрий Яковенко                                           | 2016                                                       |
| 90                                                         | Плохой, хороший, Крош                                      | Антон Борисов                                              | 2017                                                       |
| 93                                                         | Звезда на пирамиде                                         | Антон Борисов                                              | 2017                                                       |
| 94                                                         | Формула любви                                              | Дмитрий Яковенко                                           | 2017                                                       |
| 100-102                                                    | Собратья по разуму                                         | Дмитрий Яковенко                                           | 2017                                                       |
| 103                                                        | Иллюзия обмана                                             | Дмитрий Яковенко                                           | 2017                                                       |
| 106                                                        | Игры с памятью                                             | Дмитрий Яковенко                                           | 2018                                                       |
| спецэпизод                                                 | Перепись — дело коллективное                               | Дмитрий Яковенко                                           | 2019                                                       |

- 2012—2015 — Летающие звери
- 2014—2016 — Малыши и летающие звери
- 2015—2023 — Три кота
- 2018—наст. время — Приключения Пети и Волка

| Список серий «Пети и Волка», поставленные Алексеем Горбуновым: | Список серий «Пети и Волка», поставленные Алексеем Горбуновым: | Список серий «Пети и Волка», поставленные Алексеем Горбуновым: | Список серий «Пети и Волка», поставленные Алексеем Горбуновым: |
| № серии                                                        | Название                                                       | Сценарист серии                                                | Год производства                                               |
| -------------------------------------------------------------- | -------------------------------------------------------------- | -------------------------------------------------------------- | -------------------------------------------------------------- |
| 7                                                              | Дело Колобка                                                   | Алексей Лебедев                                                | 2019                                                           |
| 10                                                             | Дело Гномов                                                    | Алексей Лебедев                                                | 2020                                                           |
| 18                                                             | Дело о привидениях                                             | Алексей Лебедев                                                | 2021                                                           |
| 27-28                                                          | Дело о Железной руке                                           | Алексей Лебедев                                                | 2021                                                           |

- 2019—2020 — Смешарики. ПИН-код (Финансовая грамотность)

| Список серий «Пин-код: Финансовая грамотность», поставленные Алексеем Горбуновым: | Список серий «Пин-код: Финансовая грамотность», поставленные Алексеем Горбуновым: | Список серий «Пин-код: Финансовая грамотность», поставленные Алексеем Горбуновым: | Список серий «Пин-код: Финансовая грамотность», поставленные Алексеем Горбуновым: |
| № серии                                                                           | Название                                                                          | Сценарист серии                                                                   | Год производства                                                                  |
| --------------------------------------------------------------------------------- | --------------------------------------------------------------------------------- | --------------------------------------------------------------------------------- | --------------------------------------------------------------------------------- |
| 1                                                                                 | Со свистом                                                                        | Семён Воронин                                                                     | 2019                                                                              |
| 2                                                                                 | Трындоскоп со скидкой                                                             | Дмитрий Яковенко                                                                  | 2019                                                                              |
| 4                                                                                 | Сказки Лукоморья                                                                  | Дмитрий Яковенко                                                                  | 2019                                                                              |
| 6                                                                                 | Жизнь прекрасна                                                                   | Дмитрий Яковенко                                                                  | 2019                                                                              |
| 8                                                                                 | Ёжик и страховка                                                                  | Дмитрий Яковенко                                                                  | 2019                                                                              |
| 10                                                                                | Два товарища                                                                      | Семён Воронин                                                                     | 2020                                                                              |
| 11                                                                                | Раз картошка, два картошка                                                        | Дмитрий Яковенко                                                                  | 2020                                                                              |
| 13                                                                                | Три Жар-птицы                                                                     | Дмитрий Яковенко                                                                  | 2020                                                                              |
| 14                                                                                | Свободный обмен                                                                   | Семён Воронин                                                                     | 2020                                                                              |

- 2019 — Смешарики. Операция «Дед Мороз»
- 2020—наст. время — Смешарики. Новый сезон

| Список серий классического сериала «Смешарики», поставленные Алексеем Горбуновым: | Список серий классического сериала «Смешарики», поставленные Алексеем Горбуновым: | Список серий классического сериала «Смешарики», поставленные Алексеем Горбуновым: | Список серий классического сериала «Смешарики», поставленные Алексеем Горбуновым: |
| № серии                                                                           | Название                                                                          | Сценарист серии                                                                   | Год производства                                                                  |
| --------------------------------------------------------------------------------- | --------------------------------------------------------------------------------- | --------------------------------------------------------------------------------- | --------------------------------------------------------------------------------- |
| 222                                                                               | Сплетники                                                                         | Алексей Лебедев                                                                   | 2020                                                                              |
| 227                                                                               | Любимый внук                                                                      | Дмитрий Яковенко                                                                  | 2020                                                                              |
| 230                                                                               | Фонтан                                                                            | Алексей Лебедев                                                                   | 2020                                                                              |
| 238                                                                               | Буревестник                                                                       | Дмитрий Яковенко                                                                  | 2020                                                                              |
| 244                                                                               | Сила бездействия                                                                  | Светлана Мардаголимова                                                            | 2020                                                                              |
| 246                                                                               | Починили                                                                          | Алексей Лебедев                                                                   | 2020                                                                              |
| 265                                                                               | Оракул                                                                            | Алексей Лебедев                                                                   | 2020                                                                              |
| 273                                                                               | Жажда                                                                             | Алексей Лебедев                                                                   | 2021                                                                              |
| 288                                                                               | Адаптиция                                                                         | Алексей Лебедев                                                                   | 2021                                                                              |
| 316-317                                                                           | Глина                                                                             | Алексей Лебедев                                                                   | 2022                                                                              |
| 321                                                                               | Подлёдный лов                                                                     | Алексей Лебедев                                                                   | 2023                                                                              |
| 329                                                                               | Душеприказчики                                                                    | Алексей Лебедев                                                                   | 2023                                                                              |
| 330                                                                               | Музыка                                                                            | Алексей Лебедев                                                                   | 2023                                                                              |

- 2022—наст. время — Отель у овечек

### Режиссёр-постановщик
- 2009 — Смешарики. ПИН-код (Спасение улетающих)
- 2011—2017, 2019 — Смешарики. ПИН-код
- 2018 — Смешарики. ПИН-код 2.0 (Ух ты, Лахта!)
- 2019—2020 — Смешарики. ПИН-код (Финансовая грамотность)
- 2021 — Моднюша

### Сценарист
- 2011—2019 — Смешарики. ПИН-код

### Актёр озвучания
- 2017 — Смешарики. Дежавю — динозавр
- 2018 — Смешарики. ПИН-код 2.0 (Ух ты, Лахта!) — Ящер / Динозавр[3]

## Награды
- 2008 — приз за лучшую драматургию открытого российского фестиваля анимационного кино за «Роман в письмах»[4][5]